# 西武西武園線
西武園線（せいぶえんせん）は、東京都東村山市の東村山駅から西武園駅を結ぶ西武鉄道の鉄道路線である。駅ナンバリングで使われる路線記号はSK。

## 路線データ
- 路線距離（営業キロ）：2.4km
- 軌間：1067mm
- 駅数：2駅（起終点駅含む）
- 複線区間：なし（全線単線）
- 電化区間：全線（直流1500V架空電車線方式）
- 最高速度：90 km/h[1]

## 歴史

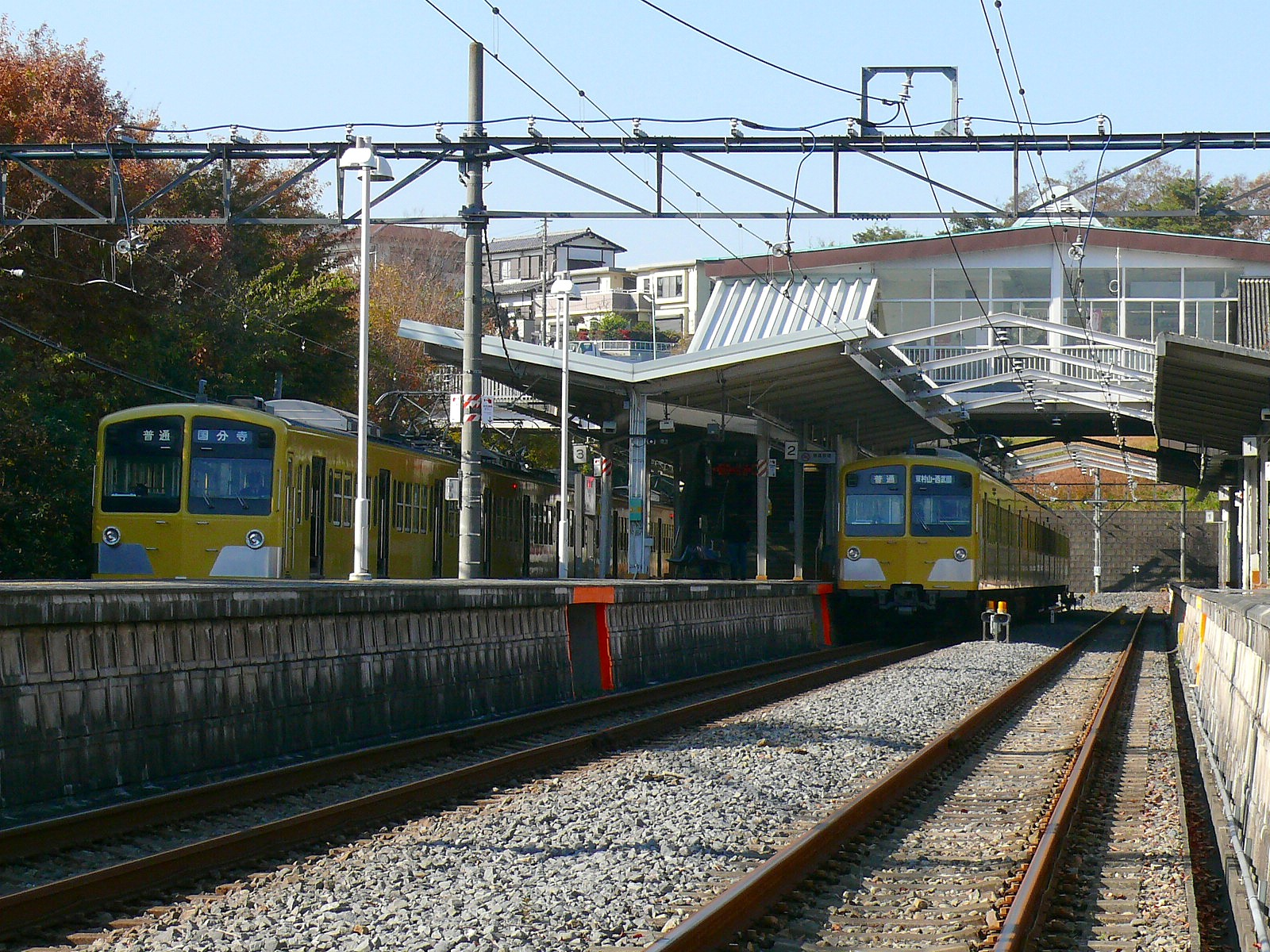
西武園線西武園駅

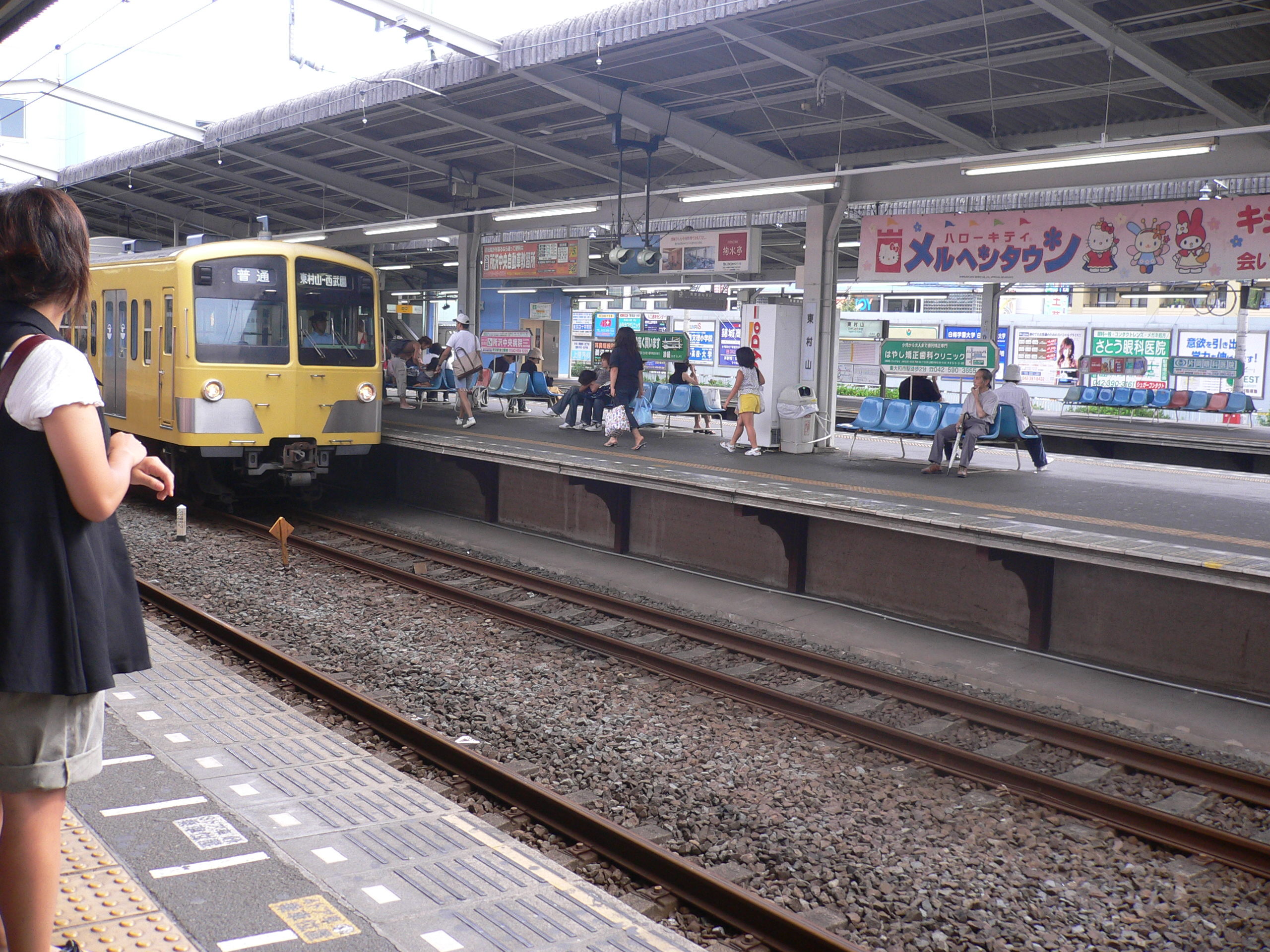
東村山駅西武園線列車

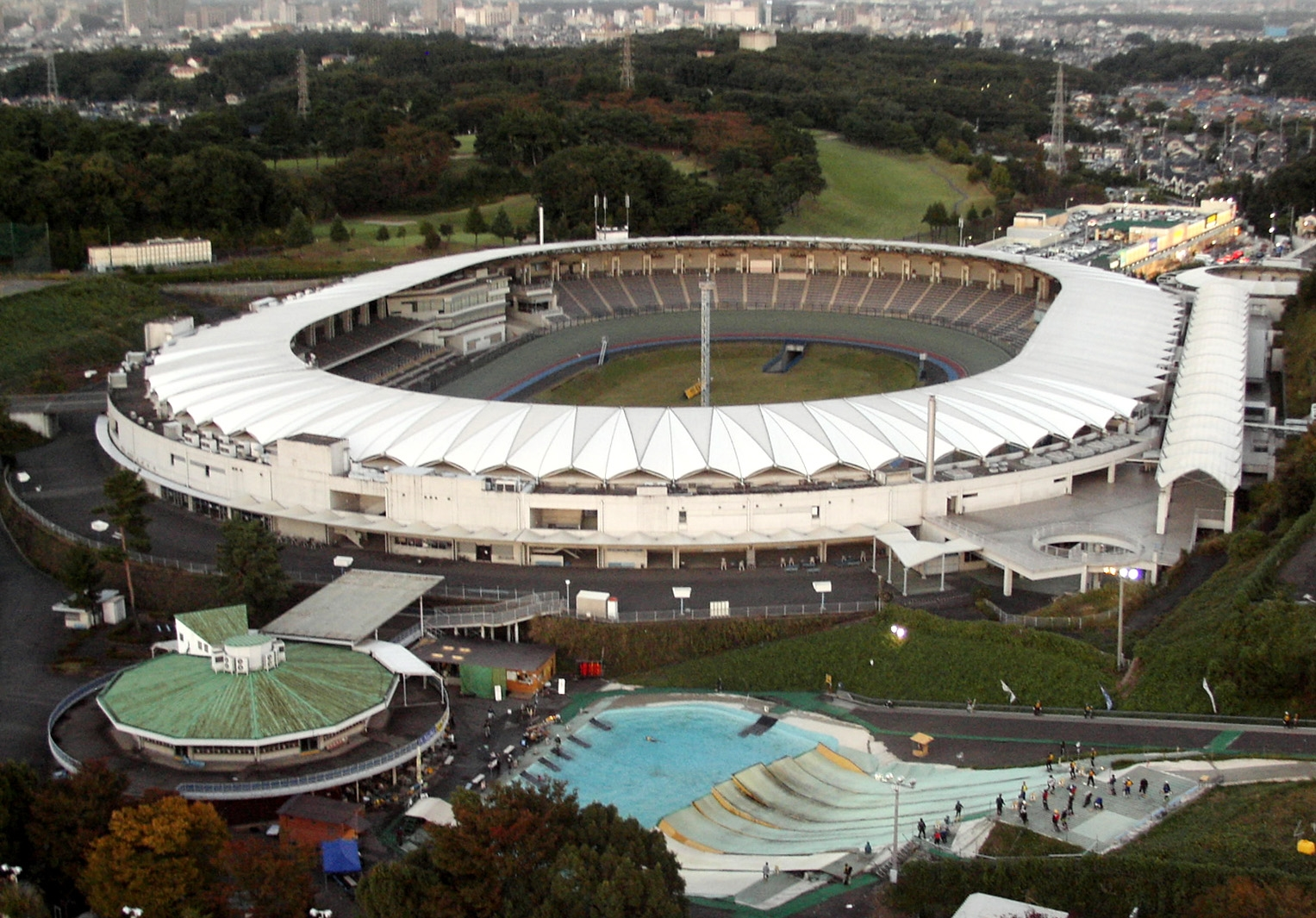
西武園競輪場

西武鉄道（旧）が村山線の延伸部として免許を取得していた東村山駅 - 箱根ケ崎駅間の通称「箱根ヶ崎線」が当線の母体である。免許自体は1915年に取得していたが、延々と工事を先延ばしにしたまま、昭和まで持ち越したものである。
その塩漬け状態の計画が活用されるきっかけとなったのが、1927年に村山貯水池こと多摩湖が竣工し、身近な観光地として東京などから観光客が集まるようになったことである。これに目をつけた武蔵野鉄道が西所沢から路線を建設。また同社に出資し後に同社の親会社となる箱根土地（後のコクド）も国分寺から多摩湖へ向かう路線を建設して子会社「多摩湖鉄道」（現在の多摩湖線）に譲渡して運営させた。
武蔵野鉄道とは不倶戴天の仲であり、ライバル関係にあった西武鉄道（旧）は、箱根ヶ崎線がちょうど貯水池の近くを通る予定であることを利用して1929年に計画の微調整を行い、貯水池そばまでの1駅間のみの建設に着手。その結果、1930年4月5日に東村山駅 - 村山貯水池前駅間が村山線の一部として開業するに至る。多摩湖鉄道の予定線の横合いからぶつけるような形の路線であり、かなり同社を意識した路線形態となった。なお、この直後の1931年、母体である箱根ヶ崎線はたびたびの延長に業を煮やした鉄道省によって免許取消処分に付されることとなり、会社としてはこの1区間を観光路線として活用せざるを得なくなった。
この西武鉄道（旧）と多摩湖鉄道→武蔵野鉄道多摩湖線（1940年合併）との競争は、多摩湖鉄道が予定線を全通させるに至って激化した。1936年に開業した多摩湖鉄道の終点駅は村山貯水池前駅のすぐそばであり、さらに駅名も「村山貯水池駅」と類似の駅名をつけていた。その後も1941年の改称の時に同様のことを行うなど、駅名からして張り合いの意識をむき出しにしていた。このように加熱した対抗意識のもと、当線の終点周辺である村山貯水池附近では、多摩湖へ向かう観光客をめぐって壮絶な客の奪い合いが行われることになる。
第二次世界大戦が激化すると次第に観光客の客足も遠のき、このような競争も鎮静化に向かった。その後1943年に1年間の期限付きで東京市からの委託を受けて空襲防護用の資材輸送を請け負うなどしていたが、元が観光路線ということで政府から不要不急線に指定されて1944年5月10日に休止され、路線ごと撤去された。さらに、戦時体制の中、ライバルだった西武鉄道（旧）と武蔵野鉄道も陸上交通事業調整法により統合へと向かい、審査の遅れがあったものの1945年9月22日には「西武農業鉄道」となり、翌年に西武鉄道へ改称した。
戦後、当線が復活したのは1948年4月1日である。この復活の背景には、この前年の1947年に西武鉄道が貯水池周辺の広大な土地を手に入れたことがある。西武はこの土地を開発して「東村山文化園」という総合娯楽施設を建設することを計画し、観光輸送にその資材や人員輸送の目的を兼ねて路線を復活させた。かくして当線は、戦前に狭山公園駅と改称した終点駅を、村山貯水池駅と元の駅名に近い形に戻しての再起となった。
その後、「東村山文化園」内へ村山競輪場（現在の西武園競輪場）が開設されることになった。当初競輪場の計画は「東村山文化園」構想には存在しなかったが、この頃各地で競輪が大量の観客を動員し、また地方自治体も財源として開催地を求めていたため、これに乗る形で競輪場建設を組み込んだ。そして交通路確保のため、既存の路線の途中に野口信号所を設けて競輪場のそばへ向かう支線を敷設、西武園駅を開業させた。
競輪開催時のみに営業する臨時駅でしかなかった西武園駅を、やがて会社は「東村山文化園」構想の担い手として重要視するようになった。一方、従来の終点である村山貯水池駅は、半ばライバル会社に負けまいとして開業させた駅であり、そのライバル会社同士が同じ西武鉄道となっていることを考えれば全くの無駄である。また西武園方面と村山貯水池方面で両方列車を運転すると野口信号所がトラブルを起こす点でも望ましくないとして、西武園駅に統合して常設駅化という話が起こった。
これに地元である東村山町（現在の東村山市）の町長も賛同し、1951年3月1日をもって野口信号所 - 村山貯水池間は廃止され、村山貯水池駅は西武園駅に統合されるという形で廃駅となった。同時に西武園駅は常設駅とされ、現在の路線ができた。
路線名称の改正が行われた翌1952年3月25日、この区間が村山線から分離され、現在のように独立した路線となった。

村山貯水池（多摩湖）周辺に展開する鉄道路線・駅の変遷[2][3]

### 年表
- 1930年（昭和5年）4月5日 - 西武鉄道（旧）村山線の延伸という形で東村山 - 村山貯水池前（仮）間(2.8km)開業。
- 1939年（昭和14年）1月27日 - 村山貯水池前駅が正式駅に昇格。
- 1941年（昭和16年）3月1日 - 村山貯水池前駅を狭山公園駅に改称。
- 1943年（昭和18年）10月27日 - 東京市の委託により狭山公園駅に資材運搬用の引込線を設置。
- 1944年（昭和19年）5月10日 - 東村山 - 狭山公園間休止。
- 1945年（昭和20年）9月22日 - 武蔵野鉄道に合併し西武農業鉄道（1946年西武鉄道に改称）の路線となる。
- 1948年（昭和23年）4月1日 - 東村山 - 村山貯水池間営業再開。狭山公園駅を村山貯水池駅に改称。
- 1950年（昭和25年）5月23日 - 野口信号所（東村山起点1.9km（1.8kmとの説もあり）） - 西武園間 (0.5km) 開業。西武園駅は臨時駅。村山貯水池駅と西武園駅は1951年3月までの10か月間、同時に営業。
- 1951年（昭和26年）3月1日 - 野口信号所 - 村山貯水池間 (0.9km(1.0km?)) 廃止、村山貯水池駅を西武園駅に統合。西武園駅常設駅化。
- 1952年（昭和27年）3月25日 - 村山線東村山 - 西武新宿間の新宿線への改称に伴い、西武園線に改称。
- 2011年（平成23年）
  - 12月24日 - 16時39分頃に東村山駅で列車脱線事故が発生し、終電まで運休。
  - 12月30日 - 新宿線との直通運転を休止（翌2012年〈平成24年〉6月30日のダイヤ改正で正式に廃止）。
- 2015年（平成27年）1月 - 東村山駅付近高架橋工事に着手[4]。
- 2019年（平成31年）3月16日 - 東村山駅付近の工事に伴い同駅の配線が変更され、国分寺線とともに車両の向きが逆転する。
- 2026年（令和8年）度末 - 東村山駅付近を高架に切り替える予定[5][注釈 1]。

## 運転
現行ダイヤでは全列車が東村山駅 - 西武園駅間の線内運転であり、日中は毎時3本、朝夕は毎時4 - 5本の運行本数となる。なお、大半の列車が東村山駅で国分寺線や新宿線の列車（日中は急行）に接続している。現在は全て4両編成で運転されているが、ワンマン運転は行っていない。
基本的に1編成が始発から終電まで使用され、この車両は玉川上水車両基地から拝島線・国分寺線経由での入出庫で運用されている。かつては南入曽車両基地から新宿線経由での入出庫となっていたが、東村山駅の高架化工事の関係で2019年3月のダイヤ改正時に同駅の配線が変更されて現在の形となった。この時に車両の向きが逆になっている。また、この時から2023年3月の改正までは平日ダイヤのみ昼頃に車両を入れ替える形で2編成を使用していた（車両の不足などが見込まれる場合には1編成を継続使用）。
かつては国分寺線と直通する国分寺駅発着列車が6両編成で運転されていた。2022年3月のダイヤ改正まで定期列車として早朝にわずかながら設定されていたほか、2018年3月のダイヤ改正までは競輪開催日にも随時運転されていた。
また以前には新宿線との直通運転も行われており、8両編成が充当されていた。各停だけでなく急行や臨時の快速急行もあったが、最終的には西武園発の西武新宿行のみ（それも平日は不定期）となり、さらに2011年12月24日に東村山駅で直通列車による脱線事故が発生した翌日は運転されたものの同月30日から休止となり、翌2012年6月30日のダイヤ改正で設定そのものが廃止されている。

## 使用車両
- 新2000系 - 現在の主力車両。ワンマン非対応の4両編成としてほぼ必然的に充当される。
- 9000系 - 多摩湖線用の4両編成が稀に使用される。ワンマン車であるが通常通り車掌乗務での運転となる。

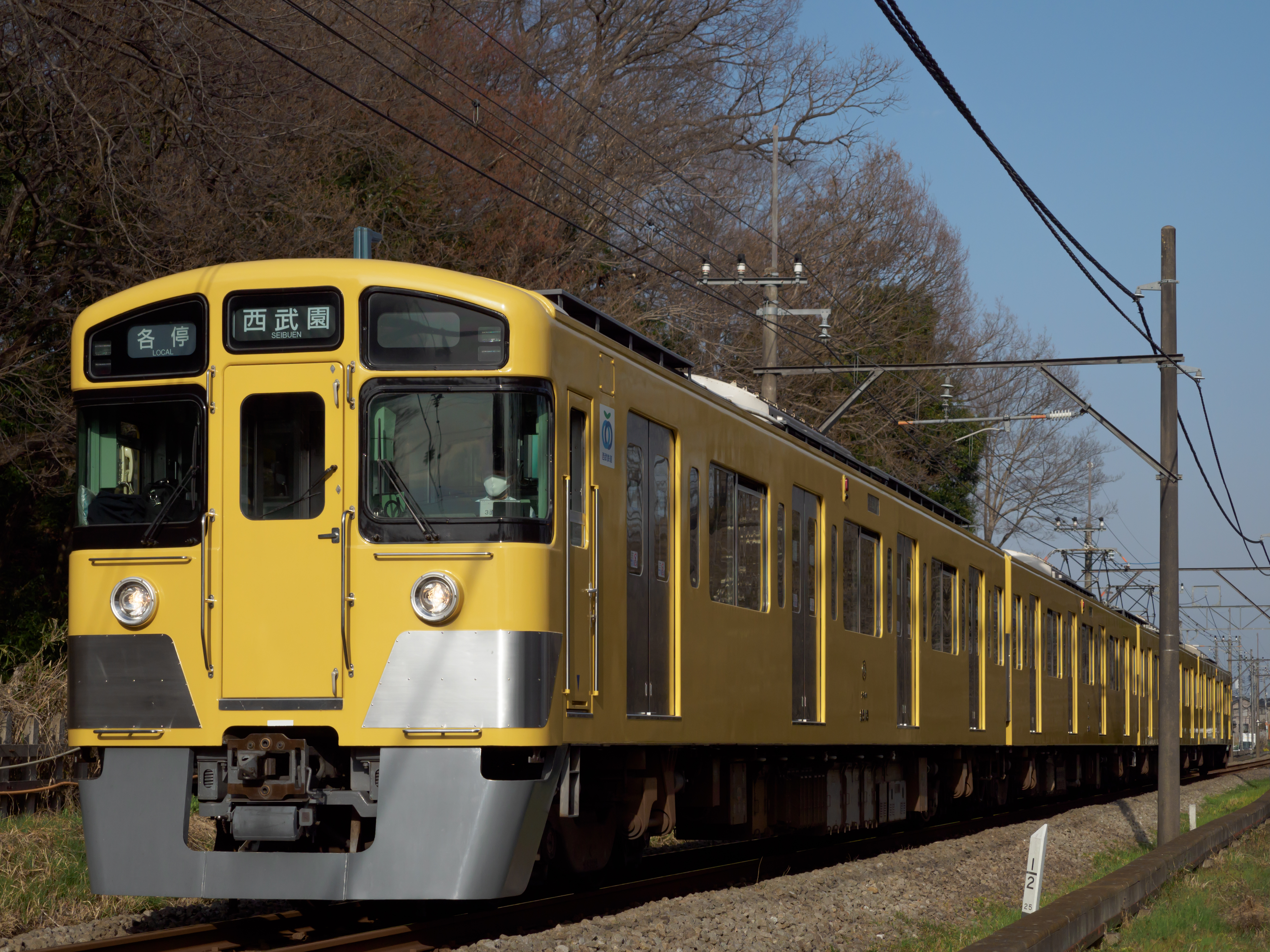
西武園線を走る新2000系

### 過去の使用車両
線内運用の4両編成のほか、国分寺線直通として6両編成、新宿線直通として8両編成の運用がそれぞれ存在したため、10両編成を除いて新宿線系の通勤型車両全てが対応している。
401系・701系・新旧101系・新旧2000系のほか、6両編成としてはさらに3000系、8両編成としてはこれらに加えて20000系や30000系が運用されていた。
4両編成については多摩湖線（多摩川線）のワンマン車も含まれる。多摩湖線のワンマン化前（旧101系）や2011年以降（新101系）は運用に余裕があったため稀に使用されており、特に2019年3月のダイヤ改正で玉川上水入出庫となってからは頻繁に充当されていた。
また2022年12月にはイベントに際して30000系の4両編成（2+2の組成）が運転された。

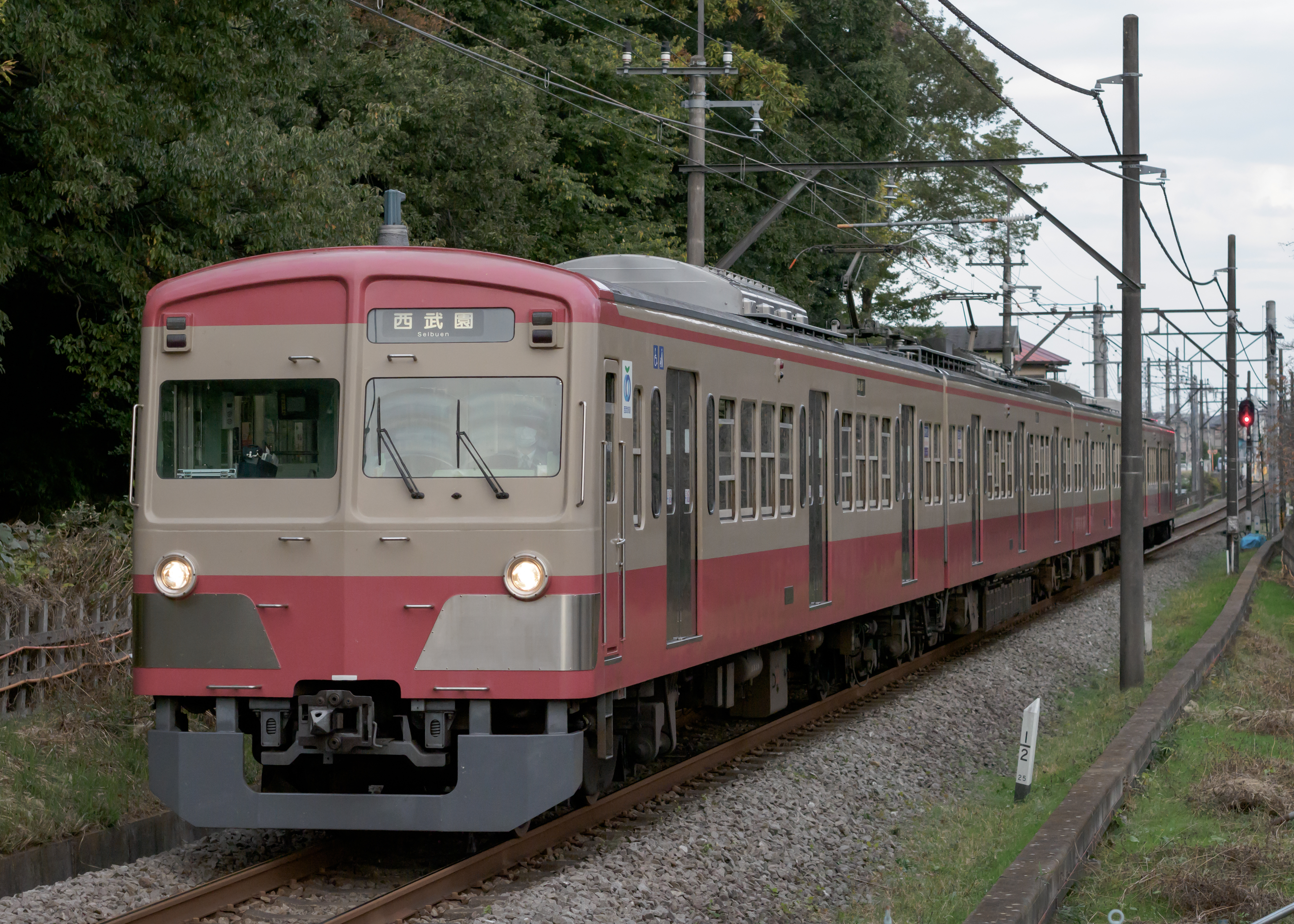
新101系
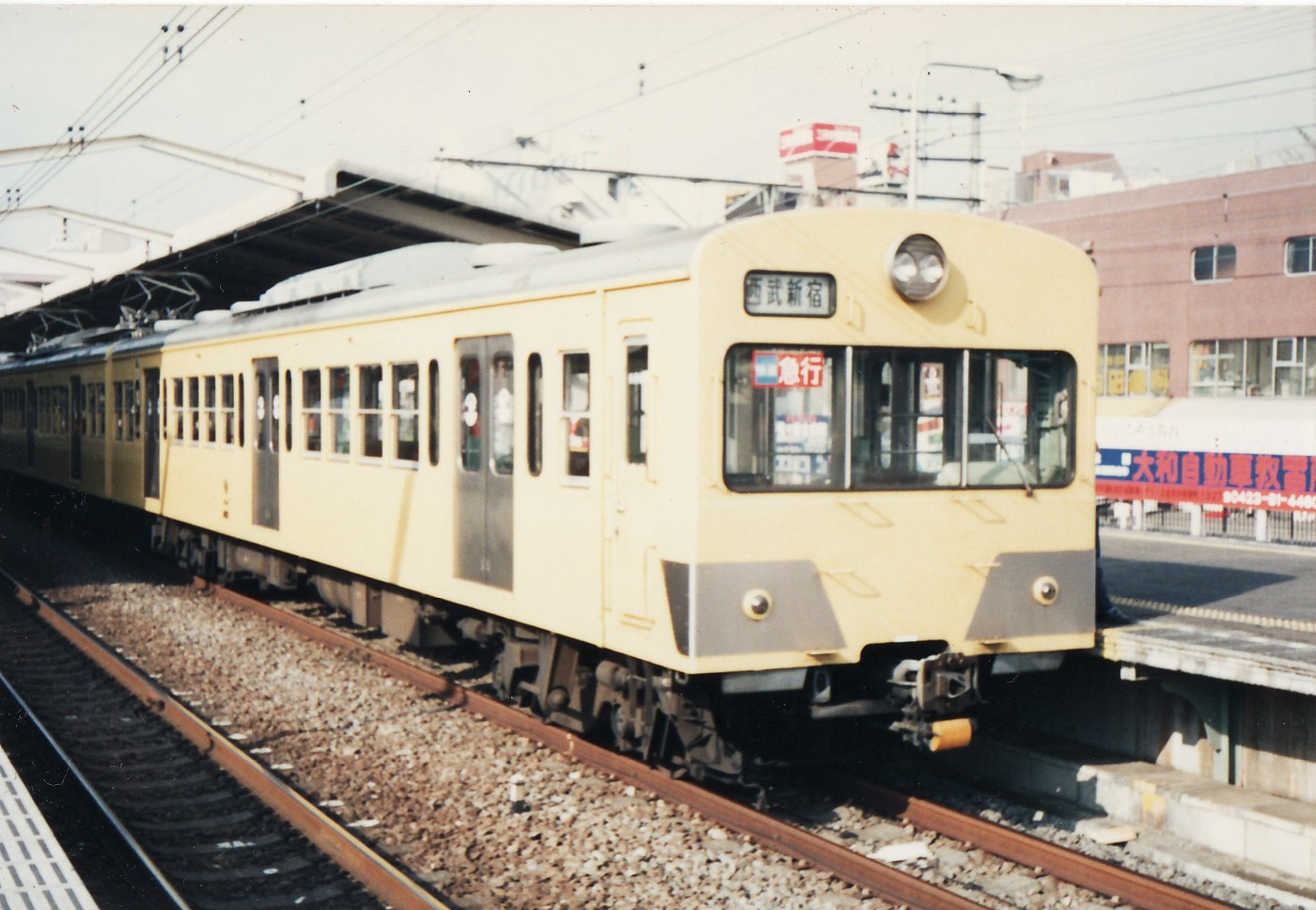
西武園線臨時快速急行に充当された401系

## 駅一覧
- 全駅東京都東村山市内に所在。
- 各駅停車のみの運行である。
- 全区間単線。両駅ともに列車交換は可能。
- 駅番号は2013年3月までに順次導入された[10]。番号は国分寺線からの続きとなっている。

| 駅番号 | 駅名     | 累計キロ | 接続路線                            |
| ------ | -------- | -------- | ----------------------------------- |
| SK05   | 東村山駅 | 0.0      | 西武鉄道： 新宿線 (SS21)・ 国分寺線 |
| SK06   | 西武園駅 | 2.4      |                                     |

### 廃駅・廃止信号所
- 野口信号所 - 支線の駅として開業した西武園駅への分岐を行っていた信号所。1951年3月1日に廃止。
- 村山貯水池駅 - 開業当初の終点駅。1951年3月1日に西武園駅へ統合され廃駅。

## キロポストについて
当線のキロポストは、元が村山線の延長として開業したという歴史的経緯から、新宿線高田馬場駅起点のキロ数で東村山→西武園の方向に打たれている。西武園駅構内には「3」「4」と書かれたキロポストが存在するが、これは高田馬場起点26.3km、26.4kmを示すものである。
なお高田馬場起点のキロポストは新宿線側でも所沢駅の手前、26.472km地点まで打たれているため、全体で見た場合同じ起点の同じキロ数を示すキロポストが2つ存在していることになる。